# La Dame de trèfle
Pour l’article homonyme, voir Dame de trèfle.
Ne doit pas être confondu avec Dame de trèfle (téléfilm).
Pour plus de détails, voir Fiche technique et Distribution.
La Dame de trèfle est le quatrième film réalisé par Jérôme Bonnell en 2009 et sorti le 13 janvier 2010 sur les écrans.

## Synopsis
Dans la région de Chartres, Argine et Aurélien vivent ensemble et forment un étrange couple frère et sœur. Aurélien, le jour fleuriste, la nuit recéleur de métaux, veille sur Argine, jeune femme à la dérive, sans emploi, aux relations amoureuses multiples et passagères. À la suite d'une enquête de gendarmerie ayant démantelé une partie du réseau, Simon Sarasian le fournisseur d'Aurélien exige d'être payé immédiatement pour pouvoir fuir. Sous la menace et par peur, Aurélien trouve un ferrailleur chez qui il peut rapidement écouler son stock. Simon impose sa présence lors de la vente et sur la route s'attaque à Aurélien pour négocier seul la vente. Le jeune homme en se défendant tue Simon et laisse le corps dans un fossé.

## Fiche technique
- Titre : La Dame de trèfle
- Réalisation : Jérôme Bonnell
- Scénario : Jérôme Bonnell
- Production : Laurent Lavolé
- Musique : Marc Marder, Yann Destal
- Photographie : Pascal Lagriffoul
- Son : Laurent Benaïm
- Montage : Laure Gardette
- Décors : Marc Flouquet
- Costumes : Carole Gérard
- Pays d'origine :  France
- Distribution : Le Pacte
- Langue : français
- Format : couleur – 35 mm
- Genre : drame
- Durée : 100 minutes
- Année de production : 2009
- Date de sortie : 13 janvier 2010

## Distribution
- Malik Zidi : Aurélien
- Florence Loiret Caille : Argine
- Jean-Pierre Darroussin : Simon Sarasian
- Marc Barbé : Loïc Barbot
- Nathalie Boutefeu : Judith Novitch
- Marc Citti : Pujol
- Judith Rémy : Marie-Jeanne
- Pierre Diot : le gendarme
- Mathilde Bisson : la serveuse restoroute

## Production
Le film est dédié à Paul Lera.

## Accueil de la critique
Le magazine Elle apprecie le film et note le jeu « impressionnant » des acteurs en particulier de Florence Loiret Caille. Tandis que Pierre Fornerod dans Ouest-France écrit « Le réalisateur pousse plus loin dans le trouble, le sordide et la noirceur, au détriment d'un certain réalisme »[source insuffisante].